# Yuzuru Hiraga
Yuzuru Hiraga (平賀 譲, Hiraga Yuzuru), né le 8 mars 1878 et mort le 17 février 1943 est un officier de carrière de la Marine impériale japonaise. Après un doctorat en ingénierie obtenu à l'Université impériale de Tokyo, il atteint le grade de vice-amiral et devient l'un des principaux architectes navals japonais dans les années 1910 et 1920, en concevant un certain nombre de navires de guerre célèbres, dont beaucoup ont été utilisés pendant la Seconde Guerre mondiale. Il participe également à la création de l'Institut de technologie de Chiba à partir de 1941.

## Biographie
Hiraga naît à Tokyo et grandit à Yokosuka, dans la préfecture de Kanagawa bien que sa famille soit originaire de Hiroshima. Il sort diplômé de ce qui est aujourd'hui le lycée d’Hibiya, et entre au département d'ingénierie de l'université impériale de Tokyo en 1898, se spécialisant en architecture navale. Il est mobilisé dans la marine impériale japonaise en 1899, mais est autorisé à poursuivre ses études et obtient son diplôme avec le grade de sous-lieutenant en 1901. Il entre immédiatement au service de l'arsenal naval de Yokosuka en tant qu'ingénieur d'études pour les nouveaux navires de guerre. Promu lieutenant le 28 septembre 1903, il est transféré à l'arsenal naval de Kure en 1905.
À partir de 1905, au plus fort de la Guerre russo-japonaise, Hiraga est envoyé au Royaume-Uni pour poursuivre ses études. Il quitte Yokohama en janvier et, après avoir traversé l'océan Pacifique, les États-Unis et l'océan Atlantique, il arrive à Londres en avril. Dès octobre, il est inscrit au Royal Naval College (en) de Greenwich, où il étudie les dernières techniques de conception des navires de guerre. Il obtient son diplôme en juin 1908 et passe les six mois suivants à visiter divers chantiers navals en France et Italie avant de retourner au Japon au début de 1909. En septembre de la même année, il devient professeur d'ingénierie à l'Université impériale de Tokyo, et est promu capitaine de corvette le 1er octobre.
En 1912, Hiraga est à la tête de l'équipe chargée de concevoir le nouveau cuirassé Yamashiro et de transformer le croiseur de bataille Hiei en cuirassé. Il travaille également sur les plans des destroyers de la classe Kaba et est promu commandant le 1er décembre.
En 1913, Hiraga devient directeur des chantiers navals de la marine impériale japonaise. Il est décoré de l'Ordre du Trésor Sacré de 4e classe le 28 novembre. Il est décoré de la 3e classe de cette même décoration le 7 novembre 1915 pour avoir contribué à accroître l'efficacité des chantiers navals japonais afin de répondre aux demandes de commandes des Alliés de la Première Guerre mondiale.
En 1916, Hiraga devient directeur de l'ingénierie en chef pour l'ambitieux projet de flotte huit-huit de la Marine, et commence à travailler sur une série de cuirassés et de croiseurs à grande vitesse. Le 1er avril 1917, il est promu au rang de capitaine de vaisseau, et de contre-amiral le 1er juin 1922. Le 7 novembre 1920, il est décoré de la troisième classe de l'Ordre du Soleil Levant. Le croiseur novateur Yubari, largement conçu par Hiraga, est mis en service en 1923.
Hiraga est nommé conseiller technique de la délégation japonaise à la Conférence navale de Washington, et séjourne aux États-Unis de novembre 1923 à août 1924, devenant à son retour chef du Département technique de la marine impériale japonaise avant de passer vice-amiral en 1926.
À la suite des conditions imposées par le Traité naval de Washington, qui limitait sévèrement la marine de guerre japonaise, Hiraga réunit une équipe d'ingénieurs pour tenter d'y remédier. Les conceptions innovantes de croiseurs et de destroyers proposées par Hiraga, donnèrent des navires extraordinairement puissants pour leur taille et parmi les plus avancés au monde. Hiraga a notamment cherché à d'intégrer autant d'armements et d'équipements que possible dans une coque conforme au traité (c'est-à-dire un tonnage inférieur à 10 000 tonnes). Cependant, non content de ces avancées, l'état-major de la marine impériale japonaise a passé outre aux objections techniques de Hiraga et a ordonné l'ajout d'un armement encore plus important. Dans le cas des croiseurs de la classe Mogami, quinze canons de 6,1 pouce (154,94 mm) étaient montés sur des navires de seulement 8 500 tonnes. Ces conceptions n'étaient possibles que grâce à une sous-estimation du déplacement réel du navire, et à des sacrifices en matière de sécurité.
En 1929, après que la conception de Hiraga pour la classe Kii ait été rejetée, il prend une semi-retraite, et se retire du service actif en 1930 pour devenir un conseiller de Mitsubishi.
En avril 1934, Hiraga doit faire face à une commission d'enquête après un incident survenu sur le Tomozuru (en) lors duquel le torpilleur avait chaviré lors d'une tempête au large de Sasebo. L'enquête qui s'ensuivit révéla ce qu'un certain nombre d'ingénieurs occidentaux soupçonnaient depuis longtemps : les conceptions de Hiraga étaient trop lourdes et tendaient à l'instabilité. L'incident du Tomozuru provoque à l'époque une onde de choc dans l'armée japonaise, car il remet en question la sécurité et la fiabilité des navires de guerre les plus modernes de l'inventaire japonais. La réputation de Hiraga pâtit encore en 1935 d'un nouvel incident impliquant des navires qu'il a conçu : au cours de manœuvres, la 4e flotte est prise dans une tempête qui se transforme en typhon, ce qui endommage pratiquement tous les navires et tue 54 marins. Les coques des destroyers Hatsuyuki et les Yugiri furent arrachées par la houle tandis que celles des Myōkō, Mogami, Taigei furent gravement endommagées. Les porte-avions légers Hōshō et Ryūjō, le mouilleur de mines Itsukushima subirent des dégâts plus limités. Dans ce dernier cas, Hiraga est cependant disculpé par la commission d'enquête, ce qui lui permet d'intégrer par la suite l'équipe de conception du cuirassé Yamato.
En décembre 1938, Hiraga devient le président de l'université impériale de Tokyo, où il effectue en 1939 une purge des éléments libéraux du département d'économie. 
Le 17 février 1943, Yuzuru Hiraga meurt à l'hôpital universitaire de Tokyo des suites d'une pneumonie. Il est décoré à titre posthume du Grand Cordon de l'Ordre du Soleil Levant et du titre de baron de la pairie kazoku.
Son cerveau est prélevé à sa mort, et est conservé actuellement à l'université de Tokyo. le reste de son corps est enterré à Fuchū, dans l'agglomération de Tokyo.